# Robert Asăvoaei
Robert Gabriel Asăvoaei (sinh ngày 2 tháng 10 năm 1998) là một cầu thủ bóng đá người România thi đấu ở vị trí tiền vệ tấn công cho đội bóng Liga II Știința Miroslava, theo dạng cho mượn từ CSM Politehnica Iași.

## Sự nghiệp câu lạc bộ

### Politehnica Iași
Asăvoaei có màn ra mắt cho CSM Politehnica Iași, vào ngày 5 tháng 6 năm 2017, trong trận hòa 1-1 trước Târgu Mureș.
Nửa sau mùa giải 2017–18, Politehnica cho mượn Asăvoaei đến câu lạc bộ Liga II Știința Miroslava, để giúp anh thi đấu nhiều hơn.